# 長岡市立北中学校
長岡市立北中学校（ながおかしりつ きたちゅうがっこう）は、新潟県長岡市東蔵王二丁目に所在する市立中学校。

## 概要
1947年に開校。通称は「北中」（きたちゅう）。全校生徒数238名（1年89名・2年73名・3年76名、2009年度）。

## 沿革
- 1947年5月25日 - 新潟県立長岡高等女学校内に開校。
- 1948年6月11日 - 第1回3年生修学旅行（長野方面）。
- 1948年9月25日 - 新校舎建築地鎮祭（長岡市蔵王町3288-1・津上製作所所有地11,500坪）。
- 1949年3月28日 - 校舎建築第1期工事竣工（普通教室6・特別教室8）。
- 1951年9月3日 - 校舎建築第2期工事竣工。
- 1952年3月14日 - 校旗樹立・校歌発表式挙行。
- 1953年4月1日 - 富曽亀中学校を統合。
- 1953年7月8日 - 体育館竣工。
- 1960年9月1日 - ミルク給食開始。
- 1962年7月11日 - プール竣工式挙行。
- 1965年3月21日 - 校舎第3棟校舎焼失。
- 1983年3月 - 新校舎第1棟竣工。
- 1985年3月 - 新校舎特別棟・管理棟竣工。
- 1985年11月29日 - 新体育館竣工。
- 1987年5月25日 - 校舎改築竣工・創立40周年記念式典挙行。
- 1990年8月6日 - NHK合唱コンクール奨励賞受賞。
- 1990年8月11日 - 新潟県吹奏楽コンクール金賞受賞。
- 1991年4月15日 - 完全給食開始。
- 1991年8月19日 ‐ 全国中学生テニス選手権大会団体戦出場（東京：読売テニスガーデン）
- 1991年8月18日 ‐ 中部日本選抜中学校野球大会優勝。
- 1997年5月17日 - 創立50周年記念式典挙行。
- 1998年7月27日 - 野球部新潟県大会3位入賞。
- 2007年10月27日 - 創立60周年記念式典挙行。

## 通学区域
#外部リンクを参照。

### 進学前小学校
- 長岡市立新町小学校（一部を除く）